# Снайпс, Уэсли
Уэсли Трент Снайпс (англ. Wesley Trent Snipes; род. 31 июля 1962[…], Орландо, Флорида) — американский актёр и мастер боевых искусств. Снайпс снимался в фильмах самых разных жанров: в многочисленных триллерах, драматических художественных фильмах и комедиях, но наибольшую известность ему принесли боевики. Он был номинирован на премию «Независимый дух» за лучшую мужскую роль второго плана в фильме «Танец на воде» (1992) и стал обладателем Кубка Вольпи за лучшую мужскую роль за участие в фильме «Свидание на одну ночь» (1997).
Родился в штате Флорида. Снайпс начал свою актёрскую карьеру в 1980-х годах, снявшись в одном эпизоде мыльной оперы «Все мои дети» (1984). В 1986 году снялся в главных ролях фильмов «Дикие коты» и «Улицы из золота». Он сыграл заметные роли в 1990-х годах, снявшись в таких фильмах, как «Нью-Джек-Сити» с Ice-T (1991), «Белые люди не умеют прыгать» с Вуди Харрельсоном (1992), «Пассажир 57» с Брюсом Пэйном (1992), «Восходящее солнце» с Шоном Коннери (1993), «Разрушитель» с Сильвестром Сталлоне (1993), «Вонгу Фу, с благодарностью за всё! Джули Ньюмар» с Патриком Суэйзи и Джоном Легуизамо (1995) и «Служители закона» с Томми Ли Джонсом (1998). В 1998 году сыграл роль Эрика Брукса / Блэйда в супергеройском фильме «Блэйд», основанному на одноимённом комиксе, издававшимся Marvel Comics. Эту роль он повторил в следующих фильмах — «Блэйд 2» (2002), «Блэйд: Троица» (2004) и «Дэдпул и Росомаха» (2024).
С середины 2000-х годов у Снайпса были небольшие роли, большинство из которых были выпущены на Direct-to-video, прежде чем вернуться к роли Доктора „Док“ Смерть в фильме-боевике «Неудержимые 3» (2014), где он воссоединился с Сильвестром Сталлоне. Среди его телевизионных работ — несколько эпизодов в таких драматических сериалах, как «Х.Е.Л.П.» (1990), «Игрок» (2015) в жанрах боевик, триллер, криминальный фильм и мини-сериале «Реальная история» с Кевином Хартом.
В 1991 году он основал продюсерскую компанию «Amen-Ra Films» и дочернюю компанию «Black Dot Media» для разработки проектов для кино и телевидения. Снайпс занимается боевыми искусствами с 12 лет и получил пятый дан чёрного пояса Сётокан и чёрный пояс второго дана в Хапкидо. Во многих его боевиках присутствуют боевые искусства. В 2017 году Снайпс дебютировал в качестве писателя-новеллиста, написав книгу «Talon of God» в жанрах фэнтези, сверхъестественная фантастика и приключение.

## Ранняя жизнь
Снайпс родился в городе Орландо, штат Флорида. Сын Мэриэн (в девичестве Лонг), ассистент преподавателя и Уэсли Рудольфа Снайпс, авиационный инженер. Через два года после его рождения отец покинул семью, а затем родители развелись. Вырос в Бронксе, штат Нью-Йорк, так как после развода мать решила перебраться поближе к родственникам. Снайпс рос в южном Бронксе, населённом преимущественно афроамериканцами и латиноамериканцами. Его семья была бедной, мать работала на двух работах. Мать старалась уберечь его от соблазна криминала, наркотиков и лёгких денег, жертвами которых часто становились дети бедных семей в южном Бронксе. В семь лет она отдала его в школу боевых искусств под управлением Юношеской христианской ассоциации в Гарлеме.
Учился в «High School of Performing Arts» имени Фиорелло Х. ЛаГуардиа («Fiorello H. LaGuardia High School of Music & Art and Performing Arts»), но переехал обратно во Флориду, так и не окончив. Окончив Jones High School в Орландо, Снайпс вернулся в город Нью-Йорк и поступил в Университете штата Нью-Йорк, где получил степень бакалавра в области изобразительного искусства. Снайпс также учился в «Southwestern College» в штате Калифорния.

## Карьера

### Съёмки
В 23 года его нашёл агент во время выступления на конкурсе. Свой первый дебют в кино состоялся в фильме Дикие коты. Позже, в том же году, он появился на телешоу Полиция Майами в роли сутёнера, торгующего наркотиками в эпизоде «Streetwise». В 1987 году снялся в роли заклятого врага Майкла Джексона в клипе Bad, снятом Мартином Скорсезе. В том же году вышел фильм Улицы из золота. Тогда же, рассматривался на роль Джорди Ла Форж в телевизионном сериале Звёздный путь: Следующее поколение, но роль досталась Левару Бертону. Проходил прослушивание в культовый фильм Удар дракона, но роль досталась актёру Таймак.
Роль Снайпса в клипе Майкла Джексона Bad привлекла внимание режиссёра Спайка Ли. Снайпс отказался от небольшой роли в драматическом фильме Делай как надо! в пользу комедийной кинокартины Высшая лига. Позднее Уэсли Снайпс сыграл в главной роли в фильме Блюз о лучшей жизни с режиссёром фильма Спайком Ли и в главной роли в романтической драме Тропическая лихорадка. После успеха «Тропической лихорадки» газета The Washington Post назвала Снайпса «самым знаменитым новым актёром сезона». Тогда же он сыграл роль в криминальной драме Король Нью-Йорка с Кристофером Уокеном. Он сыграл наркобарона Нино Брауна в фильме Нью-Джек-Сити, роль была написана Барри Майклом Купером специально для него. Он также сыграл наркоторговца в фильме Шугар Хилл.
Снайпс сыграл множество ролей в боевиках, в таких, как Пассажир 57, Восходящее солнце, Разрушитель (с Сильвестром Сталлоне), Зона высадки, Денежный поезд, Фанат, Служители закона, Искусство войны и комедиях, как Белые люди не умеют прыгать и Вонгу Фу, с благодарностью за всё! Джули Ньюмар, где он сыграл дрэг-квин. Снайпс снялся в таких драматических фильмах, как Танец на воде и Исчезающий.

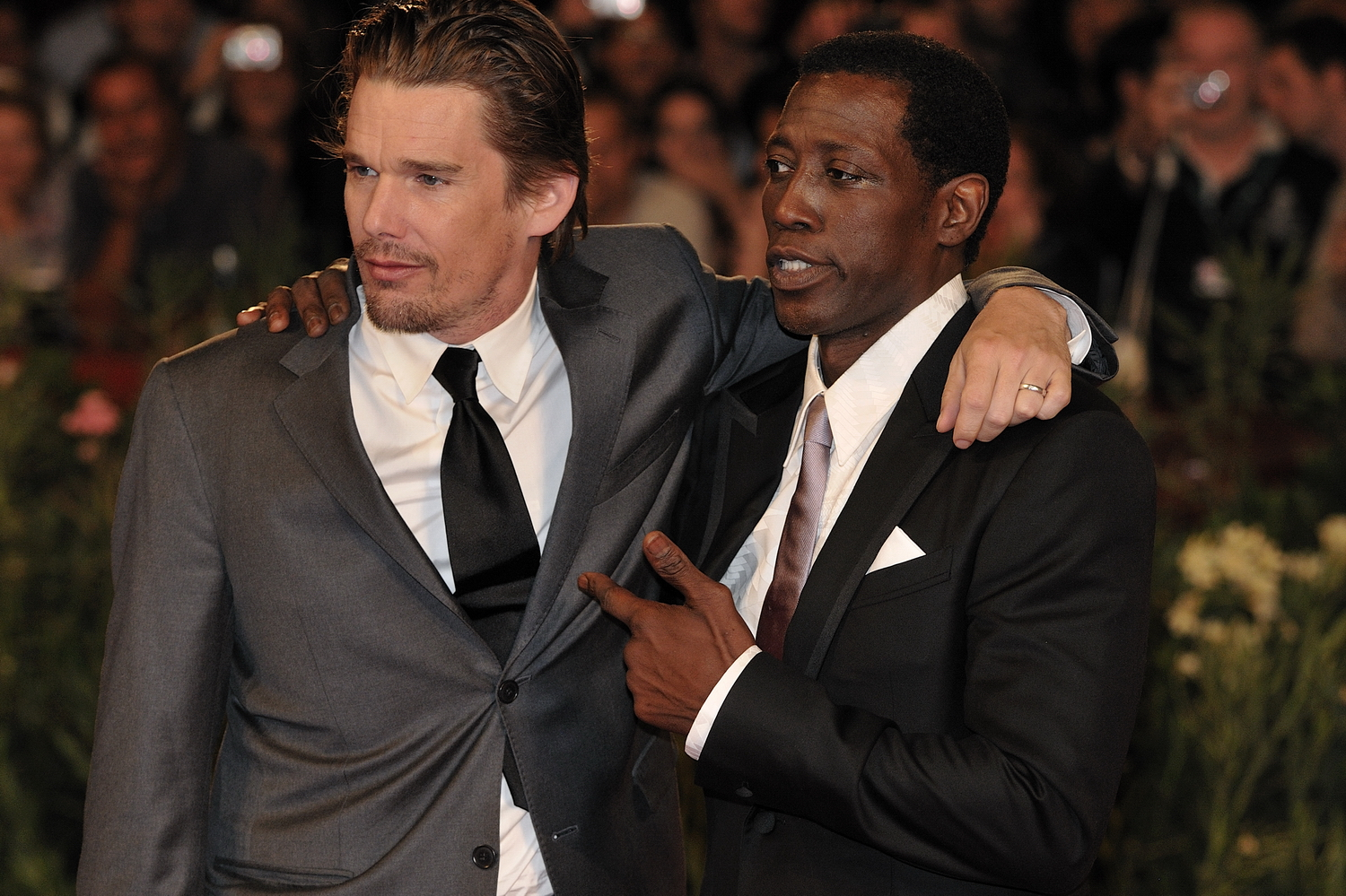
Снайпс с Итаном Хоуком на 66-м Венецианском кинофестивале

В 1997 году стал обладателем Кубка Вольпи за лучшую мужскую роль 54-го Венецианского кинофестиваля за роль в фильме Свидание на одну ночь. В 1998 году снялся в фильме Блэйд, где добился наибольшего коммерческого успеха, сыграв главного героя, основанный на одноимённом комиксе издававший Marvel Comics. Фильм собрал более 150 миллионов долларов по всему миру. Фильм породил франшизу из фильмов. Он также получил звезду на Голливудской «Аллее славы» и степень доктора наук Honoris causa в области гуманитарных наук и изобразительного искусства из своей альма-матер SUNY/Purchase. В 2004 году Снайпс повторил свою роль в третьем фильме Блэйд: Троица, но стал продюсером. В 2005 году Снайпс подал в суд на киностудию New Line Cinema и кинорежиссёра Дэвида Гойера. По утверждению актёра, студия не выплатила ему полную зарплату, что его намеренно не включали в кастинг и что экранное время его персонажа было сокращено в пользу коллег по фильму — Райана Рейнольдса и Джессики Бил. Позднее иск был урегулирован, но подробности не разглашаются.
Снялся в фильме Стрелок, Висельники и Игра смерти. Первоначально Снайпс должен был сыграть одну из главных ролей в военном фильме Чудо святой Анны, но был вынужден покинуть фильм из-за проблем с налогами. Роль отошла Люку Дереку.
Вернулся в фильме Бруклинские полицейские в роли Касановы «Каз» Филлипс. Это был его первый театральный фильм с 2004 года. Ему пришлось отказаться от роли в фильме Неудержимые, так как ему не разрешалось покидать США без разрешения суда. В 2014 году он появился в сиквеле Неудержимые 3. Его появление в комедийной роль Д’Арвиль Мартин в фильме Меня зовут Долемайт заслужила положительные отзывы.
В 2024 году спустя двадцать лет вернулся к роли Блэйда в фильме Дэдпул и Росомаха снятый студией Marvel Studios. Где персонаж был включён в Кинематографическую вселенную Marvel и его напарником по фильму «Блэйд: Троица» — Райаном Рейнольдсом. Последний написал сообщение Снайпсу об участии в съёмках фильма и ему пришлось держать своё появление в секрете от семьи. Неожиданное появление в фильме вызвало положительную реакцию зрителей. После выхода фильма Снайпс стал рекордсменом в двух категориях Книги рекордов Гиннесса, за самую продолжительную карьеру в качестве живого персонажа Marvel, обойдя Хью Джекмана и за самый длинный промежуток между появлениями персонажа в фильмах Marvel.

### Прочее

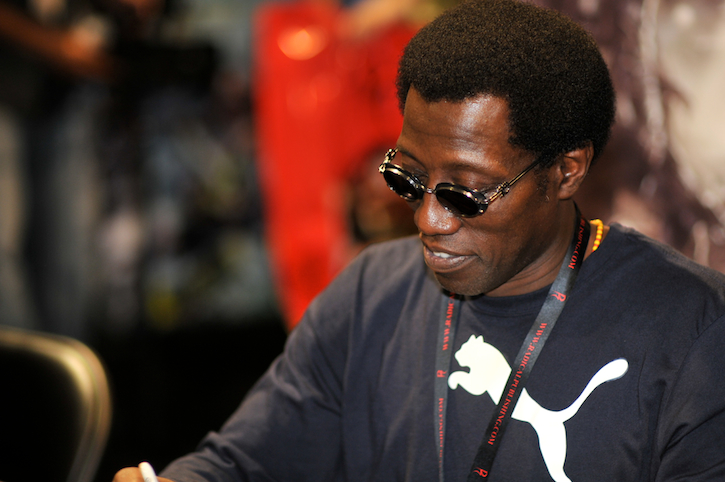
Уэсли Снайпс на San Diego Comic-Con International в 2010 году

В конце 1990-х годов Снайпс и его брат основали охранную фирму под названием «Royal Guard of Amen-Ra», которая занималась предоставлением VIP-персонам телохранителей, обученные правоприменению и боевым искусствам. «Amen-Ra» — это так же название его кинокомпании. В 1996 году первым фильмом, снятым «Amen-Ra», стал «A Great And Mighty Walk — Dr. John Henrik Clarke».
В 2000 году в отношении компании было проведено расследование в связи с предполагаемыми связями с Объединенной нацией мавров Нуваубиан. Выяснилось, что Снайпс присмотрел 200 акров (0,81 км²) земли рядом с их комплексом Тама-Ре в округе Патнам, штат Джорджия, намереваясь купить и использовать её для своей бизнес-академии. И бизнес Снайпса, и группировки Тама-Ре использовали египетские мотивы в качестве своей символики. В итоге Снайпс и его брат отказались от покупки земли, а вместо этого основали свою компанию во Флориде, Антигуа и Африке.
В 2005 году Снайпс вступил в переговоры о проведении боя Ultimate Fighting Match с ведущим программы Фактор страха — Джо Роганом. Но сделка сорвалась.
В 2010 году Снайпс совместно с Антуаном Фукуа создал комикс After Dark в жанре научная фантастика. В 2017 году дебютировал в роли писателя-новеллиста, написав книгу «Talon of God» в жанрах фэнтези, сверхъестественная и приключенческая фантастика. В 2022 году он вернулся к комиксам, написав The Exiled.

## Личная жизнь

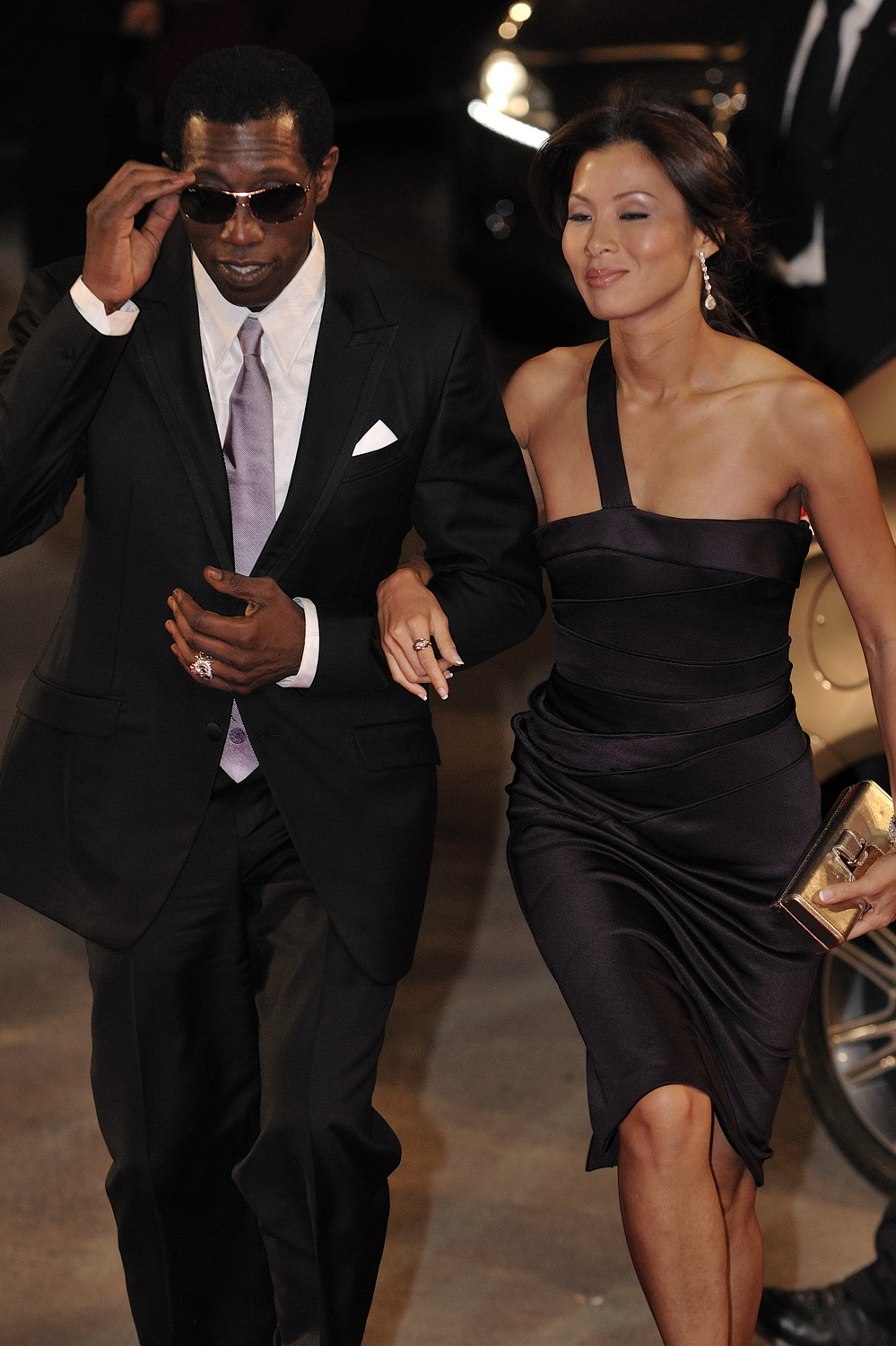
Снайпс с женой Никки Парк в 2009 году

Снайпс начал заниматься боевыми искусствами в 12 лет. Он имеет чёрный пояс 5-й степени по Сётокан-каратэ и чёрный пояс 2-й степени по Хапкидо. Он также прошёл обучение капоэйре под наставничеством Желон Виейра и в ряде других дисциплин, включая ушу у Ши Яньмин, бразильское джиу-джитсу и кикбоксинг. Во время пребывания в Нью-Йорке обучался боевым искусствам у своего друга и наставника Брука Эллиса.
Снайпс был женат дважды. Первой женой стала Эйприл Дюбуа. В браке родился сын Джелани, сыгравший в 1990 году эпизодическую роль в фильме Спайка Ли. В 2003 году Снайпс женился на художнице Никки Парк, с которой у него четверо детей. У Снайпса также есть сын, проживающий в Британской Колумбии, Канада.
Снайпс, выросший христианином, в 1978 году принял ислам, но спустя десять лет отошел от него. В интервью 1991 года Снайпс сказал: «Ислам помог мне осознать, чего добились африканцы, осознать свою самоценность и придал мне чувство собственного достоинства».
Квартира Снайпса в Нью-Йорке была разрушена в результате обрушения Всемирного торгового центра во время терактов 11 сентября. В то время он находился на Западном побережье.

### Проблемы с законом
24 апреля 2008 года федеральный суд города Окала (штат Флорида) приговорил актёра к трёхлетнему тюремному сроку за уклонение от уплаты налогов. Согласно постановлению суда, Снайпс в течение 17 лет уклонялся от уплаты налогов, задолжав государству более 15 миллионов долларов.
Сам актёр признал себя виновным, до вынесения приговора он предложил гособвинению передать в казну три чека по 5 миллионов долларов в обмен на снисхождение. Однако это ему не помогло, и Уэсли Снайпс получил максимальный срок за уклонение от уплаты налогов в США. Но тогда за решётку актёр не попал. Суд согласился отпустить Снайпса под залог до тех пор, пока не будет рассмотрена его апелляция.
В ноябре 2010 года апелляция актёра была отклонена. В декабре 2010 года, после двух лет безуспешных апелляций, Снайпс начал отбывать трёхлетнее заключение в федеральном исправительном учреждении MCKEAN FCI, город Льюис-Ран, Пенсильвания. Освобождение намечалось на 19 июля 2013 года. За несколько месяцев до этой даты актёру был смягчён режим, и в начале апреля 2013 года Уэсли Снайпс был освобождён из тюрьмы и переведён под домашний арест до 19 июля.

## Фильмография
| Год       |     | Русское название                                | Оригинальное название                            | Роль                         |
| --------- | --- | ----------------------------------------------- | ------------------------------------------------ | ---------------------------- |
| 1984      | с   | Все мои дети                                    | All My Children                                  | Марти                        |
| 1986      | ф   | Дикие коты                                      | Wildcats                                         | Трумейн                      |
| 1986      | ф   | Улицы из золота                                 | Streets Of Gold                                  | Роланд Дженкинс              |
| 1986      | с   | Полиция Майами                                  | Miami Vice                                       | Силк                         |
| 1987      | ф   | Критическое состояние                           | Critical Condition                               | водитель скорой              |
| 1987      | кор | —                                               | Bad                                              | Мини Макс                    |
| 1988      | с   | —                                               | Vietnam War Story                                | Букман                       |
| 1989      | ф   | Высшая лига                                     | Major League                                     | Уилли Мейс Хейес             |
| 1989      | с   | Человек по имени «Ястреб»                       | A Man Called Hawk                                | Николас Мердок               |
| 1989      | с   | Дни и ночи Молли Додд                           | The Days and Nights of Molly Dodd                | Худ                          |
| 1990      | с   | Х.Е.Л.П.                                        | H.E.L.P.                                         | офицер Лу Бартон             |
| 1990      | ф   | Король Нью-Йорка                                | King of New York                                 | Томас Фланиган               |
| 1990      | ф   | Блюз о лучшей жизни                             | Mo’ Better Blues                                 | саксофонист Шедоу Хендерсон  |
| 1991      | ф   | Нью-Джек-Сити                                   | New Jack City                                    | Нино Браун                   |
| 1991      | ф   | Тропическая лихорадка                           | Jungle Fever                                     | Флиппер Пьюрифай             |
| 1992      | ф   | Танец на воде                                   | The Waterdance                                   | Реймонд Хилл                 |
| 1992      | ф   | Белые люди не умеют прыгать                     | White Men Can’t Jump                             | Сидни Дин                    |
| 1992      | ф   | Пассажир 57                                     | Passenger 57                                     | Джон Каттер                  |
| 1993      | ф   | Точка кипения                                   | Boiling Point                                    | Джимми                       |
| 1993      | ф   | Восходящее солнце                               | Rising Sun                                       | Уэбстер «Уэб» Смит           |
| 1993      | ф   | Разрушитель                                     | Demolition Man                                   | Саймон Феникс                |
| 1993      | ф   | Шугар Хилл                                      | Sugar Hill                                       | Ромелло Скаггс               |
| 1994      | ки  | —                                               | Demolition Man                                   | Саймон Феникс                |
| 1994      | ф   | Зона высадки                                    | Drop Zone                                        | Пит Нессип                   |
| 1995      | ф   | Вонгу Фу, с благодарностью за всё! Джули Ньюмар | To Wong Foo, Thanks for Everything! Julie Newmar | Ноксима Джексон              |
| 1995      | ф   | Денежный поезд                                  | Money Train                                      | Джон                         |
| 1995      | ф   | В ожидании выдоха                               | Waiting to Exhale                                | Джеймс Уилер                 |
| 1996      | тф  | Американская мечта                              | America’s Dream                                  | Джордж Ду Ваул               |
| 1996      | ф   | Фанат                                           | The Fan                                          | Бобби Рейберн                |
| 1997      | ф   | Убийство в Белом Доме                           | Murder at 1600                                   | детектив Регис               |
| 1997      | мс  | Сказочные истории для всех детей                | Happily Ever After: Fairy Tales for Every Child  | крысолов                     |
| 1997      | ф   | Свидание на одну ночь                           | One Night Stand                                  | Макс Карлайл                 |
| 1998      | ф   | Служители закона                                | U.S. Marshals                                    | Марк Шеридан                 |
| 1998      | ф   | Возвращение к истокам                           | Down in the Delta                                | Уилл Синклер                 |
| 1998      | ф   | Блэйд                                           | Blade                                            | Эрик Брукс / Блэйд           |
| 1998      | тф  | Спорт будущего                                  | Futuresport                                      | Обайк Фикс                   |
| 1999      | ф   | Бей в кость                                     | Play It to the Bone                              | фанат в первом ряду          |
| 2000      | ф   | Искусство войны                                 | The Art of War                                   | Нил Шоу                      |
| 2000      | тф  | Исчезающий                                      | Disappearing Acts                                | Франклин Свифт               |
| 2002      | ф   | Под прицелом                                    | Liberty Stands Still                             | Джо                          |
| 2002      | ф   | Зигзаг                                          | ZigZag                                           | Дейв Флетчер                 |
| 2002      | ф   | Блэйд 2                                         | Blade II                                         | Эрик Брукс / Блэйд           |
| 2002      | ф   | Обсуждению не подлежит                          | Undisputed                                       | Монро Хатчен                 |
| 2003      | с   | Шоу Берни Мака                                  | The Bernie Mac Show                              | Дюк                          |
| 2004      | ф   | Девять жизней                                   | Unstoppable                                      | Дин Кейдж                    |
| 2004      | ф   | Блэйд: Троица                                   | Blade: Trinity                                   | Эрик Брукс / Блэйд           |
| 2005      | в   | 7 секунд                                        | 7 Seconds                                        | Джек Таливер                 |
| 2005      | в   | Наводчик                                        | The Marksman                                     | художник                     |
| 2005      | ф   | Хаос                                            | Chaos                                            | Эдвард Лоренц / Джейсон Йорк |
| 2006      | в   | Детонатор                                       | The Detonator                                    | Сонни Гриффит                |
| 2006      | в   | Тяжёлый случай                                  | Hard Luck                                        | Лаки                         |
| 2007      | в   | Стрелок                                         | The Contractor                                   | Джеймс Дайал                 |
| 2008      | в   | Искусство войны 2: Предательство                | The Art of War II: Betrayal                      | Нил Шоу                      |
| 2009      | ф   | Бруклинские полицейские                         | Brooklyn’s Finest                                | Казанова «Каз» Филлипс       |
| 2011      | ф   | Игра смерти                                     | Game of Death                                    | Маркус                       |
| 2011      | ки  | —                                               | Julius Styles: The International                 | Джулиус Стайлс               |
| 2012      | ф   | Висельники                                      | Gallowwalkers                                    | Аман                         |
| 2014      | ф   | Неудержимые 3                                   | The Expendables 3                                | Док                          |
| 2015      | с   | Игрок                                           | The Player                                       | мистер Исайя Джонсон         |
| 2015      | ф   | Чирак                                           | Chi-Raq                                          | Шон «Циклоп» Эндрюс          |
| 2017      | ф   | Возвращение                                     | The Recall                                       | Охотник                      |
| 2017      | ф   | Вооружённый ответ                               | Armed Response                                   | Айзек                        |
| 2019      | с   | Чем мы заняты в тени                            | What We Do in the Shadows                        | Уэсли                        |
| 2019      | ф   | Меня зовут Долемайт                             | Dolemite Is My Name                              | Д’Арвиль Мартин              |
| 2019—2020 | с   | —                                               | Paper Empire                                     | Деймон Мур                   |
| 2020      | ф   | Город головорезов                               | Cut Throat City                                  | Лоуренс                      |
| 2021      | ф   | Поездка в Америку 2                             | Coming 2 America                                 | генерал Иззи                 |
| 2021      | с   | Реальная история                                | True Story                                       | Карлтон                      |
| 2024      | ф   | Дэдпул и Росомаха                               | Deadpool & Wolverine                             | Эрик Брукс / Блэйд           |

## Публикации
- Talon of God (в со-авторстве с Рей Норманом) (25 июля 2017 года)[40]

## Награды и номинации
| Награда                            | Категория                                                                   | Название                    | Результат |
| ---------------------------------- | --------------------------------------------------------------------------- | --------------------------- | --------- |
| CableACE Award                     | Лучшая мужская роль в драматическом сериале                                 | История войны во Вьетнаме   | Победа    |
| MTV Movie Awards                   | Лучший злодей                                                               | Нью-Джек-Сити               | Номинация |
| Премия NAACP Image                 | Выдающийся исполнитель главной роли в кинофильме                            | Нью-Джек-Сити               | Победа    |
| Gold Special Jury Award            | Best Actors (совместно с Эриком Штольц и Уильямом Форсайтом)                | Танец на воде               | Победа    |
| Независимый дух                    | Лучший актёр второго плана                                                  | Танец на воде               | Номинация |
| MTV Movie & TV Awards              | Лучший экранный дуэт (совместно с Вуди Харрельсон)                          | Белые люди не умеют прыгать | Номинация |
| MTV Movie & TV Awards              | Лучший злодей                                                               | Разрушитель                 | Номинация |
| Премия NAACP Image                 | Выдающийся исполнитель главной роли в телевизионном фильме или мини-сериале | Американская мечта          | Победа    |
| Венецианский кинофестиваль         | Лучший актёр (Кубок Вольпи)                                                 | Свидание на одну ночь       | Победа    |
| Blockbuster Entertainment Awards   | Любимый дуэт - боевик/приключения (вместе с Томми Ли Джонс)                 | Служители закона            | Номинация |
| Blockbuster Entertainment Awards   | Любимый актёр — ужасы                                                       | Блэйд                       | Победа    |
| MTV Movie & TV Awards              | Лучший бой                                                                  | Блэйд                       | Номинация |
| Голливудская «Аллея славы»         | Звезда кино                                                                 | Все работы в кино           | Победа    |
| Black Reel Awards                  | Сеть/кабель — лучший актёр                                                  | Исчезающий                  | Номинация |
| Black Reel Awards                  | Лучший актёр (фильм)                                                        | Обсуждению не подлежит      | Номинация |
| Black Reel Awards                  | Лучший актёр второго плана                                                  | Бруклинские полицейские     | Победа    |
| Премия NAACP Image                 | Выдающийся актёр в драматическом сериале                                    | Игрок                       | Номинация |
| Общество кинокритиков Детройта     | Лучший актёр второго плана                                                  | Меня зовут Долемайт         | Номинация |
| San Diego Film Critics Society     | Лучшее комедийное выступление                                               | Меня зовут Долемайт         | Победа    |
| San Diego Film Critics Society     | Лучший актёр второго плана                                                  | Меня зовут Долемайт         | Номинация |
| St. Louis Film Critics Association | Лучший актёр второго плана                                                  | Меня зовут Долемайт         | Номинация |
| Black Reel Awards                  | Лучший актёр второго плана                                                  | Меня зовут Долемайт         | Победа    |